# Canton de Bélâbre
Le canton de Bélâbre est une ancienne division administrative française, située dans le département de l'Indre, en région Centre-Val de Loire.
À la suite du redécoupage cantonal de 2014, le canton a été supprimé en mars 2015, les communes dépendent désormais du canton de Saint-Gaultier.

## Géographie
Ce canton était organisé autour de la commune de Bélâbre, dans l'arrondissement du Blanc. Il se situait dans le sud-ouest du département.
Son altitude variait de 82 m (Saint-Hilaire-sur-Benaize) à 221 m (Tilly).

## Histoire
Le canton fut créé le 15 février 1790. En 1801,, une modification est intervenue.
Il fut supprimé en mars 2015, à la suite du redécoupage cantonal de 2014.

## Représentation

### Conseillers généraux de 1833 à 2015
| Période         | Période          | Identité                                                   | Étiquette                            | Qualité |
| --------------- | ---------------- | ---------------------------------------------------------- | ------------------------------------ | --- |
| 1833            | 1836             | François Louis Bonnesset (1797-1875)                       | ?                                    | Avocat puis Procureur du Roi au Blanc Propriétaire à Thollet (Vienne)                                                   |
| 1836            | 1840             | Marquis Jacques Gabriel Le Coigneux de Bélâbre (1817-1858) | ?                                    | Maire de Bélâbre (1820-?) Comte d'Empire Ancien chef de cabinet de Napoléon Ier                                         |
| 1840            | 1846             | René Zacharie David (1805-1871)                            | ?                                    | Avocat Ancien capitaine de la Garde Nationale à Bélâbre, conseiller d'arrondissement                                    |
| 1846            | 1858             | Marquis Charles Jacques Camille Le Coigneux de Bélâbre     | ?                                    | Maire de Bélâbre |
| 1859            | 1869             | Élie Testard-Vaillant                                      | ?                                    | Maire de Saint-Hilaire-sur-Benaize                                                                                      |
| 1870            | 1901             | Comte François-Maurice de Lanet (1829-1916)                | Droite                               | Polytechnicien Colonel d'artillerie en retraite Propriétaire du château de La Garde-Giron à Prissac                     |
| 1901            | 1931             | Désiré Gourdin (1855-1934)                                 | Radical                              | Agriculteur Maire de Chalais                                                                                            |
| 1931            | 1940             | Anatole Ferrant                                            | SFIO                                 | Maire de Bélâbre (1925-1959) Conseiller d'arrondissement Industriel                                                     |
|                 |                  |                                                            |                                      | |
| 1945            | 1969 (démission) | Anatole Ferrant                                            | SFIO puis Soc.ind. puis PSA puis PSU | Sénateur de l'Indre (1948-1955) Vice-président du conseil général de l'Indre Maire de Bélâbre                           |
| 20 juillet 1969 | mars 1982        | Adrien Couturaud                                           | CIR puis PS puis DVD                 | Maire de Bélâbre Enseignant                                                                                             |
| mars 1982       | mars 2001        | Robert Taillebourg                                         | UDF                                  | Cultivateur Maire de Bélâbre (1983-1997)                                                                                |
| mars 2001       | mars 2015        | René Duplant,                                              | UMP                                  | Agent général d'assurances retraité Président de la communauté de communes du Val d'Anglin Maire de Bélâbre (1997-2014) |

### Résultats électoraux
- Élections cantonales de 2001 : René Duplant (Divers droite) est élu au 2e tour avec 67,19 % des suffrages exprimés, devant Alain Brissaud (PS) (32,81 %). Le taux de participation est de 65,81 % (1 915 votants sur 2 910 inscrits)[5].
- Élections cantonales de 2008 : René Duplant (UMP) est élu au 1er tour avec 100 % des suffrages exprimés. Le taux de participation est de 74,62 % (2 082 votants sur 2 790 inscrits)[6].

### Conseillers d'arrondissement (de 1833 à 1940)
Le canton de Bélâbre avait deux conseillers d'arrondissement (jusqu'en 1926).
| Période                                  | Période      | Identité                   | Étiquette | Qualité |
| ---------------------------------------- | ------------ | -------------------------- | --------- | --- |
| 1833                                     | 1839         | André Caillaud (1764-1845) |           | Propriétaire à Bélâbre                                                                                      |
| 1833                                     | 1840         | René Zacharie David        |           | Avocat, propriétaire à Bélâbre                                                                              |
| 1839                                     | 1842         | M. Delagarde fils          |           | Propriétaire à Bélâbre                                                                                      |
| 1840                                     | 1848         | Louis Robin                |           | Maire de Bélâbre                                                                                            |
| 1842                                     | 1848         | M. Proteau                 |           | Maître de poste, propriétaire à Bélâbre                                                                     |
|                                          |              |                            |           | |
| 1886                                     |              | Charles Berthon            |           | Propriétaire, ancien maire de Lignac                                                                        |
| 1886                                     |              | M. Nepveu                  |           | Propriétaire à Bélâbre                                                                                      |
|                                          |              |                            |           | |
|                                          | 1899 (décès) | Élie Testard-Vaillant      |           | Propriétaire du château de Puyrajoux à Bélâbre                                                              |
|                                          |              |                            |           | |
| 1928                                     | 1931         | Anatole Ferrant            | SFIO      | Cultivateur puis industriel Maire de Bélâbre (1925-1959)                                                    |
| 1931                                     | 1937 (décès) | Désiré Debrenne            | SFIO      | Conseiller municipal de Prissac                                                                             |
| 1937                                     | 1940         | Désiré Jacquet             | SFIO      | Propriétaire à Lignac                                                                                       |
| 1940                                     |              |                            |           | Les conseils d'arrondissement ont été suspendus par la loi du 12 octobre 1940 et n'ont jamais été réactivés |
| Les données manquantes sont à compléter. |              |                            |           | |

## Composition
Le canton de Bélâbre, d'une superficie de 280,97 km2, était composé de sept communes.
- Bélâbre
- Chalais
- Lignac
- Mauvières
- Prissac
- Saint-Hilaire-sur-Benaize
- Tilly

## Démographie

### Évolution démographique
| 1962  | 1968  | 1975  | 1982  | 1990  | 1999  | 2006  | 2012  | 2015  |
| ----- | ----- | ----- | ----- | ----- | ----- | ----- | ----- | ----- |
| 4 959 | 4 739 | 4 132 | 3 625 | 3 429 | 3 306 | 3 256 | 3 261 | 2 990 |

### Âge de la population
La pyramide des âges, à savoir la répartition par sexe et âge de la population, du canton de Bélâbre en 2009 sont représentées avec les graphiques ci-dessous.
La population du canton comporte 49,8 % d'hommes et 50,2 % de femmes. Elle présente en 2009 une structure par grands groupes d'âge plus âgée que celle de la France métropolitaine.
Il existe en effet 58 jeunes de moins de 20 ans pour cent personnes de plus de 60 ans, soit un indice de jeunesse de 0,58, alors que pour la France cet indice est de 1,06. L'indice de jeunesse du canton est également inférieur à celui  du département (0,67) et à celui de la région (0,95).
| Hommes | Classe d’âge | Femmes |
| ------ | ------------ | ------ |
| 0,5    | 90 ans ou +  | 1,4    |
| 11,2   | 75 à 89 ans  | 14,6   |
| 20,9   | 60 à 74 ans  | 21,8   |
| 21,8   | 45 à 59 ans  | 18,9   |
| 18,2   | 30 à 44 ans  | 18,1   |
| 11,3   | 15 à 29 ans  | 10,0   |
| 16,1   | 0 à 14 ans   | 15,2   |

| Hommes | Classe d’âge | Femmes |
| ------ | ------------ | ------ |
| 0,5    | 90 ans ou +  | 1,6    |
| 9,6    | 75 à 89 ans  | 13,8   |
| 17,0   | 60 à 74 ans  | 17,5   |
| 22,1   | 45 à 59 ans  | 20,6   |
| 19,2   | 30 à 44 ans  | 17,8   |
| 15,0   | 15 à 29 ans  | 13,6   |
| 16,6   | 0 à 14 ans   | 15,1   |